# Karl-Heinz Nieders
Karl-Heinz Georg Reinhard Nieders (* 2. Juni 1922; † 4. Mai 1984 in Kassel) war ein deutscher Jurist. Er war Präsident des Hessischen Staatsgerichtshofs und des Hessischen Verwaltungsgerichtshofs.

## Werdegang
Nieders wurde als Sohn des Geschäftsführers Reinhold Niedergesäß und der Katharina Kraft geboren. Nach dem Schulabschluss nahm er 1940 in Berlin ein Studium der Rechtswissenschaften auf, das durch Wehrdienst und britische Kriegsgefangenschaft unterbrochen wurde. Nach Kriegsende setzte er das Studium in Marburg fort und promovierte 1950.
1951 wurde er Hilfsrichter am Landgericht Frankfurt am Main, 1953 Verwaltungsrat am Verwaltungsgericht Kassel und 1956 Verwaltungsrat am Hessischen Verwaltungsgerichtshofs. Dort war er ab 1967 Vizepräsident und vom 1. Dezember 1969 bis 31. Juli 1982 Präsident.
Ab 1966 war er zudem Mitglied des Hessischen Staatsgerichtshofs und von 1975 bis 1982 dessen Präsident.

## Ehrungen
- 1982: Großes Verdienstkreuz mit Stern der Bundesrepublik Deutschland